# Amunicja kontrolno-pomiarowa
Amunicja kontrolno-pomiarowa – amunicja służąca do pomiarów i kontroli stanu technicznego broni i amunicji.
Stosuje się naboje do pomiaru wydłużenia komór nabojowych i pociski sprawdzające wytrzymałość i bezpieczeństwo zapalników rzucanych z odpowiedniej wysokości. Amunicja ta nie posiada materiałów wybuchowych w związku z czym jest bezpieczna podczas eksploatacji. Odróżnia się konstrukcją, malowaniem i znakowaniem od amunicji bojowej. Pociski lub granaty wchodzące w jej skład maluje się na czarno i znakuje napisami w kolorze białym. Te elementy amunicji, które w znaczący sposób różnią się od bojowej nie są znakowane. Opakowania amunicji kontrolno-pomiarowej posiadają biały pasek z napisem określającym jej przeznaczenia.